# Wladimir Wladimirowitsch Jursinow
Wladimir Wladimirowitsch Jursinow (russisch Владимир Владимирович Юрзинов; * 20. Februar 1940 in Moskau, Russische SFSR) ist ein ehemaliger russischer Eishockeyspieler und Nationalspieler der sowjetischen Eishockeynationalmannschaft. Nach seinem Karriereende arbeitete er als Trainer. Sein Sohn Wladimir ist ebenfalls Eishockeytrainer.

## Karriere
Als Spieler des HK Dynamo Moskau begann Jursinow seine Karriere zur Saison 1957/58. Hier spielte er bis 1973, um dann in die finnische SM-liiga zu KooVee Tampere zu wechseln. Dort beendete er 1974 seine Spielerlaufbahn und wandte sich der Tätigkeit als Eishockeytrainer zu. Als Spieler gewann er mit der sowjetischen Eishockeynationalmannschaft zweimal die Eishockey-Weltmeisterschaft (1963 und 1969). 1963 wurde er als Verdienter Meister des Sports der UdSSR ausgezeichnet.
Als Trainer war er überaus erfolgreich. So wurde er als Assistenztrainer der russischen Nationalmannschaft mit diesen insgesamt sieben Mal Weltmeister, dreimal Olympiasieger und ein Mal Canada-Cup-Sieger. Auf Vereinsebene gelang ihm während seiner Zeit mit Dynamo Moskau (1974 bis 1979 und 1989 bis 1992) drei Mal der Sieg der Sowjetischen Meisterschaft, zweimal wurde er Finnischer Meister mit TPS Turku (1993 und 1995). Darüber hinaus gewann er mit ihnen 1993/94 den Europapokal und 1996/97 die Euroliga und den Supercup. In den Spielzeiten 1992/93, 1993/94 und 1994/95 erhielt er die Kalevi-Numminen-Trophäe als bester Trainer der SM-liiga. 1998/99 wurde er Trainer der Kloten Flyers, bis er im Oktober 2004 durch Anders Eldebrink abgelöst wurde. Bis zum Ende der laufenden Saison kümmerte er sich um den Nachwuchs der Flyers. 
2005 übernahm er das Traineramt bei Lokomotive Jaroslawl. Nach einem schwachen Saisonstart 2006 wurde er hier im September freigestellt. 
Für seine Verdienste wurde er 2002 mit der Aufnahme in die IIHF Hall of Fame geehrt. Seine Rückennummer 17 wurde ihm zu Ehren bei Dynamo Moskau gesperrt. Aufgrund seiner Erfolge mit TPS Turku wurde er 2009 in die Finnische Hockey Hall of Fame aufgenommen.

## Erfolge und Auszeichnungen
| - 1972 Gewinn des Sowjetischen Eishockeypokals mit Dynamo Moskau - 1975 Medaille „Für heldenmütige Arbeit“ - 1976 Gewinn des Sowjetischen Eishockeypokals mit Dynamo Moskau (als Cheftrainer) - 1978 Orden des Roten Banners der Arbeit - 1981 Ehrenzeichen der Sowjetunion - 1990 Sowjetischer Meister mit Dynamo Moskau (als Cheftrainer) - 1991 Sowjetischer Meister mit Dynamo Moskau (als Cheftrainer) - 1992 Sowjetischer Meister mit Dynamo Moskau (als Cheftrainer) - 1993 Finnischer Meister mit TPS Turku (als Cheftrainer) - 1993 Kalevi-Numminen-Trophäe | - 1994 Kalevi-Numminen-Trophäe - 1993 Europapokal-Gewinn mit TPS Turku (als Cheftrainer) - 1995 Finnischer Meister mit TPS Turku (als Cheftrainer) - 1995 Kalevi-Numminen-Trophäe - 1997 European-Hockey-League-Gewinn mit TPS Turku (als Cheftrainer) - 1997 IIHF-Super-Cup-Gewinn mit TPS Turku (als Cheftrainer) - 2002 Aufnahme in die IIHF Hall of Fame - 2008 Russischer Orden der Ehre - 2009 Aufnahme in die Finnische Eishockey-Ruhmeshalle - 2011 Verdienstorden für das Vaterland IV. Klasse |

### International
| - 1961 Bronzemedaille bei der Weltmeisterschaft - 1963 Goldmedaille bei der Weltmeisterschaft - 1969 Goldmedaille bei der Weltmeisterschaft - 1975 Goldmedaille bei der Weltmeisterschaft (als Assistenztrainer) - 1976 Goldmedaille bei den Olympischen Winterspielen (als Assistenztrainer) - 1977 Bronzemedaille bei der Weltmeisterschaft (als Assistenztrainer) - 1978 Goldmedaille bei der Weltmeisterschaft (als Assistenztrainer) - 1979 Goldmedaille bei der Weltmeisterschaft (als Assistenztrainer) - 1979 Teilnahme am Challenge Cup (als Assistenztrainer) - 1980 Silbermedaille bei den Olympischen Winterspielen (als Assistenztrainer) - 1981 Goldmedaille bei der Weltmeisterschaft (als Assistenztrainer) - 1981 Canada-Cup-Gewinn (als Assistenztrainer) - 1982 Goldmedaille bei der Weltmeisterschaft (als Assistenztrainer) | - 1983 Goldmedaille bei der Weltmeisterschaft (als Assistenztrainer) - 1984 Goldmedaille bei den Olympischen Winterspielen (als Assistenztrainer) - 1985 Bronzemedaille bei der Weltmeisterschaft (als Assistenztrainer) - 1986 Goldmedaille bei der Weltmeisterschaft (als Assistenztrainer) - 1987 Silbermedaille bei der Weltmeisterschaft (als Assistenztrainer) - 1988 Goldmedaille bei den Olympischen Winterspielen (als Assistenztrainer) - 1989 Goldmedaille bei der Weltmeisterschaft (als Assistenztrainer) - 1990 Goldmedaille bei der Weltmeisterschaft (als Assistenztrainer) - 1991 Bronzemedaille bei der Weltmeisterschaft (als Assistenztrainer) - 1992 Goldmedaille bei den Olympischen Winterspielen (als Assistenztrainer) - 1998 Silbermedaille bei den Olympischen Winterspielen (als Cheftrainer) - 2002 Bronzemedaille bei den Olympischen Winterspielen (als Assistenztrainer) - 2005 Bronzemedaille bei der Weltmeisterschaft (als Assistenztrainer) |

## Karrierestatistik

### International
Vertrat die UdSSR bei:
- Weltmeisterschaft 1961
- Weltmeisterschaft 1963
- Weltmeisterschaft 1969

(Legende zur Spielerstatistik: Sp oder GP = absolvierte Spiele; T oder G = erzielte Tore; V oder A = erzielte Assists; Pkt oder Pts = erzielte Scorerpunkte; SM oder PIM = erhaltene Strafminuten; +/− = Plus/Minus-Bilanz; PP = erzielte Überzahltore; SH = erzielte Unterzahltore; GW = erzielte Siegtore; 1 Play-downs/Relegation; Kursiv: Statistik nicht vollständig)